# Есенска, Зора

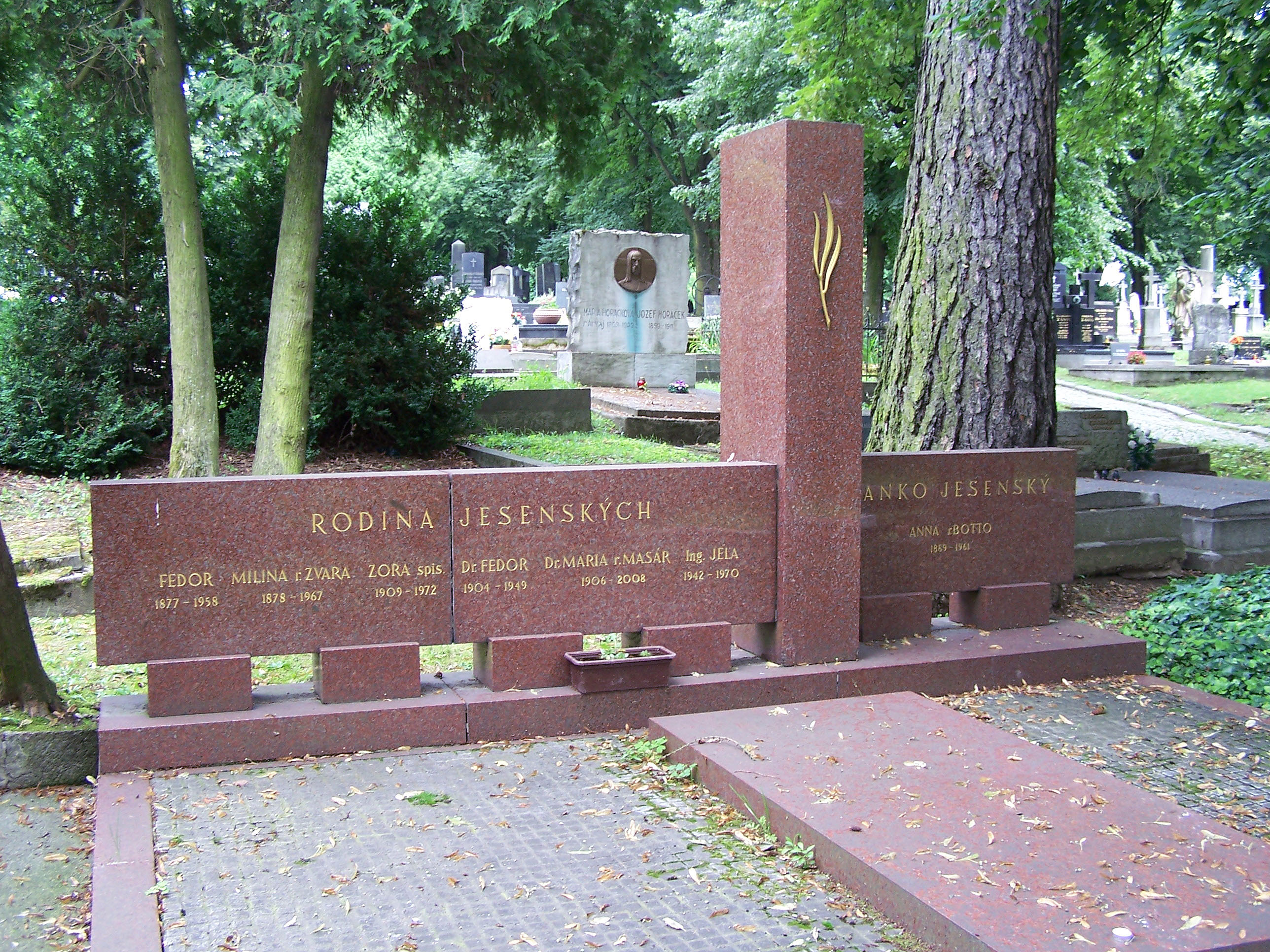
Могила Зоры Есенской на Национальном кладбище города Мартина

Зора Есенска (словац. Zora Jesenská, 3 мая 1909 года, Мартин — 21 декабря 1972, Братислава) — словацкая переводчица, редактор, писательница, литературный критик, член Общества словацких женщин «Живена» (Živenа), племянница словацкого прозаика, поэта и переводчика Янко Есенского (1874—1945).

## Семья
- отец: Фёдор Есенский
- мать: Милина, урождённая Зварова
- брат: Фёдор Есенский

## Биография
Происходила из семьи с высоким чувством национального самосознания. Образование получила в Мартине (народная школа и гимназия), позже, в 1925—1935 гг., училась в Академии музыки и драмы в Братиславе. С 1935 года работала в городеМартин преподавателем игры на фортепиано, одновременно состояла в женском обществе Живена, также была редактором журнала «Живена» и членом Матицы словацкой. В 1949-1950 годах вела семинары в Братиславе, в 1952-1956 годах снова работала редактором, позже стала профессионально заниматься переводческой деятельностью. Публиковалась под псевдонимами «Неизвестная читательница» и Э. Летричкова. Принимала активное участие в международных писательских и журналистских событиях. В 1968 году оказалась в числе первых преследуемых интеллектуалов. Умерла в Братиславе в возрасте 63 лет, похоронена на Национальном кладбище в Мартине. Её мужем был словацкий писатель, редактор, театральный критик, переводчик и драматург Ян Рознер (1922—2006).

## Творчество
Занималась прежде всего теорией и критикой перевода. Проявила себя в художественном переводе русской (Антон Павлович Чехов, Михаил Шолохов, Фёдор Михайлович Достоевский), французской, английской (Уильям Шекспир), болгарской и немецкой литературы. За свои переводы со славянских языков получила премию Янко Есенского, а позже и Национальную премию за перевод произведений «Война и мир» и «Тихий Дон». В 1967 году удостоена звания заслуженная артистка Чехословакии.

## Документальный фильм о Зоре Есенской (2015)
В 2015 году о Зоре Есенской и её переводах с русского языка был снят документальный фильм под названием «Первая: Зора Есенска» (Prvá: Zora Jesenská), 40 минут, режиссёр и сценарист: Роберт Шведа, оператор Мартин Хлпик, режиссёр монтажа Роберт Карович. В фильме участвовали: словацкий режиссёр Любомир Вайдичка, писательница и журналистка Агнеша Калинова, актриса и политик Магда Вашариова, драматург Петер Павлац, прозаик, драматург и переводчица Эва Малити-Франёва, переводчица Вера Гегерова, переводчица Марта Личкова, самая известная русистка Словакии Эва Колларова, литературовед Владимир Петрик, публицист и переводчица Аня Остригонёва. Фильм показан на Международном фестивале словацких киноклубов «Фебиофест-2016» (Братислава).

## Произведения
- 1937 — Тимрава
- 1949 — Я была в Советском союзе
- 1952 — Дорога в Москву
- 1956 — О повышении мастерства перевода художественной литературы
- 1963 — Признания и борьба, книжное издание её статей и размышлений